# Keystone Air Service
Keystone Air Service Ltd., діюча як Keystone Air Service — канадська авіакомпанія місцевого значення, що працює на ринку чартерних авіаперевезень провінції Манітоба. Компанія виконує чартерні рейси по всій території далекої півночі Канади.

## Флот
Станом на серпень 2008 року повітряний флот авіакомпанії Keystone Air Service становили такі літаки:
- 1 Raytheon Beech B99
- 1 Piper Navajo
- 4 Piper Chieftain
- 3 Beechcraft King Air 200